# Seda d'aranya

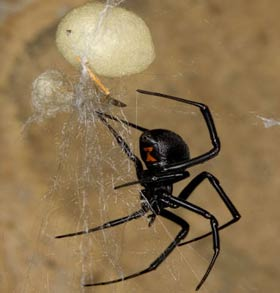
Aranya amb seda.

La seda d'aranya és una fibra proteica filada naturalment per aranyes. Les aranyes l'empren per desenvolupar xarxes de caça o teranyines, nius, proteccions per als seus ous o fins i tot per transportar per l'aire a manera de parapent.
Gràcies a aquesta forma de transport, alguns mariners han informat de la presència d'aranyes als seus vaixells després d'haver salpat, fins i tot a distàncies de 1600 km mar endins. També s'han trobat en globus atmosfèrics en les tasques d'anàlisi de l'atmosfera a alçades una mica inferiors a 5000 m.5
En algunes espècies també s'ha observat que en ocasions especials la seda d'aranya pot utilitzar com a suport alimentari per a la pròpia especie.
Actualment hi ha un gran interès en determinar la relació que hi ha entre la composició i l'estructura química de la seda d'aranya per tal de desenvolupar materials que posseeixin propietats mecàniques similars, així com a aconseguir un mètode aplicable industrialment per produir seda amb fins com ara l'enginyeria de teixits.